# P-クマル酸
p-クマル酸（英語: p-Coumaric acid）は、ケイ皮酸のヒドロキシ誘導体であるヒドロキシケイ皮酸である。クマル酸には、o-クマル酸、m-クマル酸、p-クマル酸の3つの異性体があり、フェニル基上のヒドロキシ基の位置で区別される。p-クマル酸は、3種類の中で天然に最も多く存在する。trans-p-クマル酸とcis-p-クマル酸の2種類がある。
水に対しては難溶性であるが、エタノールやジエチルエーテルにはよく溶ける結晶性固体である。
シナピルアルコール及びコニフェリルアルコールとともに、リグニンの主要な構成要素となっている。

## 天然の存在
p-クマル酸は、Gnetum cleistostachyumに含まれる。

### 食品
p-クマル酸は、ラッカセイ、シロインゲンマメ、トマト、ニンジン、ニンニク等、様々な食用植物に含まれる。ワインや酢の中にも含まれ、またオオムギにも含まれる。
花粉中のp-クマル酸は蜂蜜の成分である。

### 誘導体
p-クマル酸グルコシドは、アマ種子を含むパンに含まれる。p-クマル酸ジエステルは、カルナウバロウに含まれる。

## 代謝

### 生合成
P450依存性酵素のtrans-ケイ皮酸-4-モノオキシゲナーゼによって、ケイ皮酸から生成される。
  {\displaystyle {\xrightarrow {C4H}}} 
チロシンアンモニアリアーゼの作用で、L-チロシンからも作られる。
  {\displaystyle {\xrightarrow {TAL}}}  + アンモニア + H+

### 生化学
p-クマル酸は、ワイン中でブレタノマイセス属酵母により生産される4-エチルフェノールの前駆体となる。この酵母は、4-ヒドロキシケイ皮酸デカルボキシラーゼにより、p-クマル酸を4-ビニルフェノールに変換する。4-ビニルフェノールは、さらにビニルフェノールレダクターゼによって還元されて4-エチルフェノールとなる。匂いによるブレタノマイセス属の同定のため、培地にクマル酸が添加されることがある。

Brettanomycesによるp-クマル酸から4-エチルフェノールの変換

cis-p-クマル酸グルコシルトランスフェラーゼは、UDP-グルコースとcis-p-クマル酸を用いてp-クマル酸グルコシドとUDPを生成する酵素である。この酵素は、グリコシルトランスフェラーゼ、特にヘキソシルトランスフェラーゼのファミリーに属する。
フロレト酸は、干し草を食べるヒツジの第一胃で見られ、p-クマル酸の2-プロペン酸側鎖への水素付加により生成される。

## 医療への利用
p-クマル酸は抗酸化物質活性を持ち、発癌性のニトロソアミンの生成を抑制することで胃癌のリスクを減少させると考えられている。

## 生物作用
p-クマル酸は蜂蜜中に存在するが、養蜂業者が餌として与える異性化糖由来の代替餌には存在しない。p-クマル酸は、特定の殺虫剤を無毒化するため、この欠乏が蜂群崩壊症候群の一因になっているとの説もある。